# Frații Advahov
Frații Advahov (Roemeens voor Gebroeders Advahov) is een Moldavisch muzikaal duo bestaande uit de broers Vitalie (18 januari 1978) en Vasile Advahov (26 april 1979).

## Biografie
De broers speelden in een orkest toen ze nog op school zaten en namen deel aan verschillende muziekwedstrijden. Na de middelbare school gingen de twee naar de Academie voor Muziek, Theater en Schone Kunsten in Chisinau en studeerden accordeon en viool. In 2003 stichtten ze het Orchestra Fraților Advahov. Het orkest verwierf nationale bekendheid en de twee broers kregen in 2007 de titel Maeștri în Artă (Meesters in de Kunsten) van president Vladimir Voronin. In 2016 werden ze door president Nicolae Timofti uitgeroepen tot Artist al Poporului (Artiesten van het Volk).
In 2022 namen de Frații Advahov samen met Zdob și Zdub deel aan de Moldavische preselectie voor het Eurovisiesongfestival. Ze wisten deze te winnen, en mochten aldus Moldavië vertegenwoordigen op het Eurovisiesongfestival 2022 in Turijn, Italië. Moldavië eindigde uiteindelijk op de zevende plaats.
2005: Zdob și Zdub · 
2006: Arsenium & Natalia Gordienko · 
2007: Natalia Barbu · 
2008: Geta Burlacu · 
2009: Nelly Ciobanu · 
2010: SunStroke Project & Olia Tira · 
2011: Zdob și Zdub · 
2012: Pasha Parfeny · 
2013: Aliona Moon · 
2014: Cristina Scarlat · 
2015: Edoeard Romanjoeta · 
2016: Lidia Isac · 
2017: SunStroke Project · 
2018: DoReDoS · 
2019: Anna Odobescu · 
2021: Natalia Gordienko · 
2022: Zdob și Zdub & Frații Advahov · 
2023: Pasha Parfeny · 
2024: Natalia Barbu